# Mord och inga visor
Mord och inga visor (engelska: Murder, She Wrote) var en TV-serie som sändes i CBS under tolv säsonger mellan 1984 och 1996, och därefter i fyra TV-filmer. Serien följde den fiktiva medelålders kvinnliga kriminalförfattaren och amatördeckaren Jessica Fletcher, spelad av Angela Lansbury.

## Seriens tillkomst
Mord och inga visor, som bortsett från Perry Mason, blev den TV-deckare som sänts under flest säsonger, debuterade den 30 september 1984 med avsnittet Mordet på Sherlock Holmes. 
Serien skapades när producentparet Richard Levinson och William Link (som tidigare även gjorde Columbo tillsammans) 1975 misslyckades med att få en hit med TV-serien om Ellery Queen, Ellery Queen, och den lades ner efter en enda säsong. Men Levinson och Link var beslutna att konceptet med en deckarförfattare som löste verkliga fall när denne inte skrev. Genom att byta kön på protagonisten, från manlig till kvinnlig, och göra den snygga, men virriga pedanten till en medelålders jordnära änka, kunde paret få till en tolvårig succé för TV-bolaget CBS.
Delvis byggde idén också på Agatha Christies åldriga deckare Miss Marple, och serien fick också namnet från en film från 1961 om Miss Marple, vars engelska titel var Murder, She Said.

## Seriens grundidé
Jessica Fletcher blev änka strax efter att hon fyllt femtio, och lyckades efter det bli en framgångsrik deckarförfattarinna. Hon bodde dock kvar i den mysiga lilla kuststaden Cabot Cove i Maine (jämför Miss Marples hemby, S:t Mary Mead), och behöll sina gamla vänner. Jessicas största egenhet var hennes nyfikenhet, framför allt inför mord. De vanliga poliserna grep ofta de mest troliga skyldiga, men Jessica kände ofta att de misstänkta inte var skyldiga, och satte igång att undersöka saken, metodiskt, men försiktigt. Ofta spelades den skyldige av avsnittets "specielle gästskådespelare", som många gånger var kända film- och TV-skådespelare.
Även om Lansbury var seriens enda huvudperson, fanns det flera återkommande figurer, framför allt hennes vänner i Cabot Cove, Sheriff Amos Tupper (Tom Bosley) (senare ersatt av Ron Masak som Sheriff Mort Metzger) och allmänläkaren Dr. Seth Hazlitt (William Windom). Under den åttonde säsongen, tog Jessica ett jobb som lärare i New York, och återvände till Cabot Cove under helgerna. 
Unikt nog medverkade Lansbury i samtliga av seriens 264 avsnitt (Lansbury var t.o.m. exekutiv producent), men med början i säsong sex drog hon ner på sin arbetsbörda genom att låta andra deckare lösa fallen, medan hon introducerade och avslutade avsnitten. Några av de deckarna var den tidigare juveltjuven Dennis Stanton (Keith Michell), ex-spionen Michael Hagarty (Len Cariou) och den slitne privatdetektiven Harry McGraw (Jerry Orbach). Tittarna verkade inte gilla Jessicas frånvaro, så idén övergavs så småningom.
Under den tolfte säsongen flyttades Mord och inga visor från sin standardtid på söndagkvällar till torsdagar, vilket gjorde att den hamnade mittemot NBC:s succéserie Vänner. Tittarsiffrorna sjönk, och serien lades ner i augusti 1996 med ett avsnitt kallat Död via tittarsiffror.
Senare återkom Jessica Fletcher i fyra TV-filmer, från 1997 till 2003.

## Rollista
- Angela Lansbury - Jessica Fletcher
- William Windom - Dr. Seth Hazlitt
- Tom Bosley - Sheriff Amos Tupper
- Ron Masak - Sheriff Mort Metzger
- Louis Herthum - Vice sheriff Andy Broom

### Återkommande gästskådespelare
- Michael Horton - Grady Fletcher
- Jerry Orbach - Harry McGraw
- Len Cariou - Michael Hagarty
- Richard Paul - Sam Booth
- Julie Adams - Eve Simpson
- Ruth Roman - Loretta Speigel
- Keith Michell - Dennis Stanton
- Wayne Rogers - Charlie Garrett
- Claude Akins - Ethan Cragg

### Gästskådespelare i urval
- Nana Visitor (See You in Court, Baby, 1990)
- Rene Auberjonois (Murder in a Minor Key, 1987; Mourning Among the Wisterias, 1988)
- Martin Balsam (Death Stalks The Big Top: Parts 1 & 2, 1986)
- Gene Barry (Test Of Wills, 1989)
- Robert Beltran (Double Jeopardy, 1993; Time to Die, 1994)
- Polly Bergen (School For Scandal, 1985)
- Linda Blair (Murder Takes The Bus, 1985)
- Susan Blakely (The Error Oh Her Ways, 1989; Suspicion Of Murder, 1990)
- Sonny Bono (Just Another Fish Story, 1988)
- Ernest Borgnine (Death Takes A Dive, 1987)
- George Clooney (No Laughing Murder, 1987)
- James Coco (We're off to kill the Wizard, 1984)
- Courteney Cox (Death Stalks the Big Top: Parts 1 & 2, 1986)
- Mary Crosby (Tainted Lady, 1991; The Witch's Curse, 1992)
- Marcia Cross (Ever After, 1992)
- Yvonne De Carlo (Jessica Behind Bars, 1985)
- David Doyle (Sudden Death, 1985)
- Conchata Ferrell (Something Borrowed, Something Blue, 1989)
- Genie Francis (Hooray For Homicide, 1984; Corned Beef And Carnage, 1986)
- Terri Garber (Three Strikes, You're Out, 1989)
- Stewart Granger (Paint Me A Murder, 1985)
- Karen Grassle (Harbinger Of Death, 1987)
- Kathryn Grayson (If It's Thursday, It Must Be Beverly, 1987; The Sins Of Castle Cove, 1989; Town Father, 1989)
- Buddy Hackett (No Laughing Murder, 1987)
- Neil Patrick Harris (Lone Witness, 1993)
- Arthur Hill (The Murder of Sherlock Holmes, 1984; The Return of Preston Giles, 1990)
- Olivia Hussey (Sing A Song Of Murder, 1985)
- Brian Keith (The Murder of Sherlock Holmes, 1984; The Return of Preston Giles, 1990)
- Alice Krige (Murder In The Afternoon, 1985)
- Martin Landau (Birds Of A Feather, 1984)
- Piper Laurie (Murder At The Oasis, 1985)
- Steve Lawrence (No Laughing Murder, 1987)
- Michael Learned (Trevor Hudson's Legacy, 1989)
- Janet Leigh (Doom With A View, 1987)
- Roddy McDowell (School For Scandal, 1985)
- Rue McClanahan (Murder Takes The Bus, 1985)
- Vera Miles (Jessica Behind Bars, 1985; Deadly Misunderstanding, 1990; Thursday's Child, 1991)
- Ricardo Montalban (Murder In F Sharp, 1990)
- Kate Mulgrew (The Corpse Flew First Class, 1987; Ever After, 1992; The Dying Game, 1994)
- Megan Mullally (Coal Miner's Slaughter, 1988)
- Barry Newman (Snow White, Blood Red, 1988)
- Leslie Nielsen (My Johnny Lies Over the Ocean, 1985; Dead Man's Gold, 1986)
- Cynthia Nixon (Threshold of Fear, 1993)
- Adrian Paul (Danse Diabolique, 1992)
- Joaquin Phoenix (We're Off to Kill the Wizard, 1984)
- Summer Phoenix (We're Off to Kill the Wizard, 1984)
- John Rhys-Davies (JB As In Jailbird, 1988)
- Esther Rolle (Reflections Of The Mind, 1985)
- Ruth Roman (If It's Thursday, It Must be Beverley, 1987; The Sins Of Castle Cove, 1989)
- Cesar Romero (Paint Me A Murder, 1985)
- Emma Samms (Snow White, Blood Red, 1988)
- Tom Selleck (Magnum On Ice, 1986)
- Jean Simmons (Mirror, Mirror On The Wall: Parts 1 & 2, 1989)
- Parker Stevenson (Sticks And Stones, 1985)
- Dean Stockwell (Deadpan, 1988)
- Ray Walston (The Way To Dusty Deaths, 1987)
- Mary Wickes (Widow, Weep For Me, 1985)
- Billy Zane (A Very Good Year for Murder, 1988)

## På svensk TV, och DVD-utgåvor
Serien har visats på SVT, TV3, TV4 Guld, TV4 Play, Sjuan och TV8. Några av TV-filmerna har visats på Kanal 5. 
Flera säsonger av serien har givits ut på DVD, både i region 1 och region 2.

## Om serien
- Mord och inga visor skrevs ursprungligen för Jean Stapleton, som just slutat efter att ha spelat i TV-serien All in the Family, men Stapleton beslutade sig för att tacka nej, liksom Doris Day.
- Jessica Fletchers första bok, som gav henne den berömmelse serien till en del bygger på, heter "The Corpse Danced at Midnight".
- Flera försök gjordes att skapa spinoff-serier till Mord och inga visor, men bara en ("The Law and Harry McGraw", med premiär 1987) lyckades. En crossover med TV-serien Magnum gjordes under 1986.
- Lansbury är den skådespelerska som nominerats flest gånger för bästa kvinnliga huvudrollsinnehavare i Primetime Emmy Award: hela tolv gånger, en för varje säsong. Hon vann dock aldrig någon Emmy Award, också det ett rekord.
- Utomhusscenerna som skulle föreställa "Cabot Cove" filmades i Mendocino, Kalifornien.